# Оппоков, Евгений Владимирович
Евгений Владимирович Оппоков (20 января 1869, Рудое Село — 11 ноября 1937) — российский и советский учёный-гидролог, доктор гидрологических наук, профессор, академик ВАСХНИЛ.

## Биография
Родился в селе Рудое.
В 1892 году окончил Петербургский технологический институт. В 1928 году — доктор гидрологических наук, в 1917 году — профессор, в 1929 году — академик АН УССР, в 1935 году — академик ВАСХНИЛ. Мелиоратор и гидролог.
Работал инженером по осушению болот в Министерстве земледелия (1893—1903), старшим инженером-гидротехником (1903—1913), начальником осушительных изысканий (1913—1918) Управления земледелия и государственных имуществ Минской губернии.
Профессор Киевского политехнического института, профессор Краснодарского политехнического института (1917—1928). Одновременно заведующий мелиоративным отделением Водстроя в городе Краснодаре (1920—1921), руководитель н.-и. кафедры в Киевском СХИ (1922—1925), заведующий кафедрой гидрологии в Киевском институте строительства, профессор кафедры мелиорации Киевского инженерно-мелиоративного института (1925—1928). Директор Киевского НИИ водного хозяйства (1926—1937, ныне — Институт гидромеханики НАН Украины), одновременно заведующий торфяной кафедрой в Киевском горно-геологическом институте (1933—1935).
Репрессирован в 1937 году. Реабилитирован посмертно.
Троюродный брат по матери украинского историка Михаила Сергеевича Грушевского.